# تيم كوستيلو
تيم كوستيلو (بالإنجليزية: Tim Costello)‏ هو كبير الإداريين التنفيذيين أسترالي، ولد في 4 مارس 1955.